# Môi trường Malaysia

Malaysia là một quốc gia Đông Nam Á trải dài trên Biển Đông.

Môi trường của Malaysia nói đến quần xã sinh vật và địa chất tạo thành môi trường tự nhiên của quốc gia Đông Nam Á này. Sinh thái của Malaysia là siêu đa dạng, với một biên độ đa dạng sinh học của hệ thực vật và động vật được tìm thấy trong các vùng sinh thái khác nhau trong cả nước. Rừng mưa nhiệt đới bao gồm từ 59% đến 70% tổng diện tích đất của Malaysia, trong đó 11,6% là nguyên sơ. Malaysia có diện tích rừng ngập mặn lớn thứ năm trên thế giới, tổng diện tích hơn nửa triệu hecta (hơn 1,2 triệu mẫu Anh).
Sự can thiệp của con người đặt ra một mối đe dọa đáng kể đối với môi trường tự nhiên của đất nước này. Nông nghiệp, lâm nghiệp và đô thị hóa góp phần vào việc phá rừng, rừng ngập mặn và các hệ sinh thái phát triển mạnh khác trong nước. Hệ sinh thái và cảnh quan bị thay đổi đáng kể bởi sự phát triển của con người, bao gồm cả việc xây dựng đường và ngăn sông. Hiện tượng tự nhiên, như sạt lở đất và lũ lụt ở thung lũng Klang (Ba Sinh Cốc), cùng với sương mù, xuất phát từ nạn phá rừng rộng rãi. Biến đổi khí hậu xảy ra như là kết quả trực tiếp của ô nhiễm không khí và hiệu ứng nhà kính, mà kết quả là phát sinh từ sự phát thải khí nhà kính. Các khu vực trũng thấp gần bờ biển Sabah và Sarawak đang bị đe dọa từ mực nước biển dâng cao hiện nay. 

Môi trường là chủ đề của Bộ Tài nguyên và Môi trường ở cấp liên bang. Các Sở Công viên động vật hoang dã và quốc gia chịu trách nhiệm về việc bảo tồn hệ động thực vật tại Malaysia. Một số tổ chức môi trường đã được thành lập để nâng cao nhận thức về các vấn đề môi trường ở Malaysia.

## Quần xã sinh vật

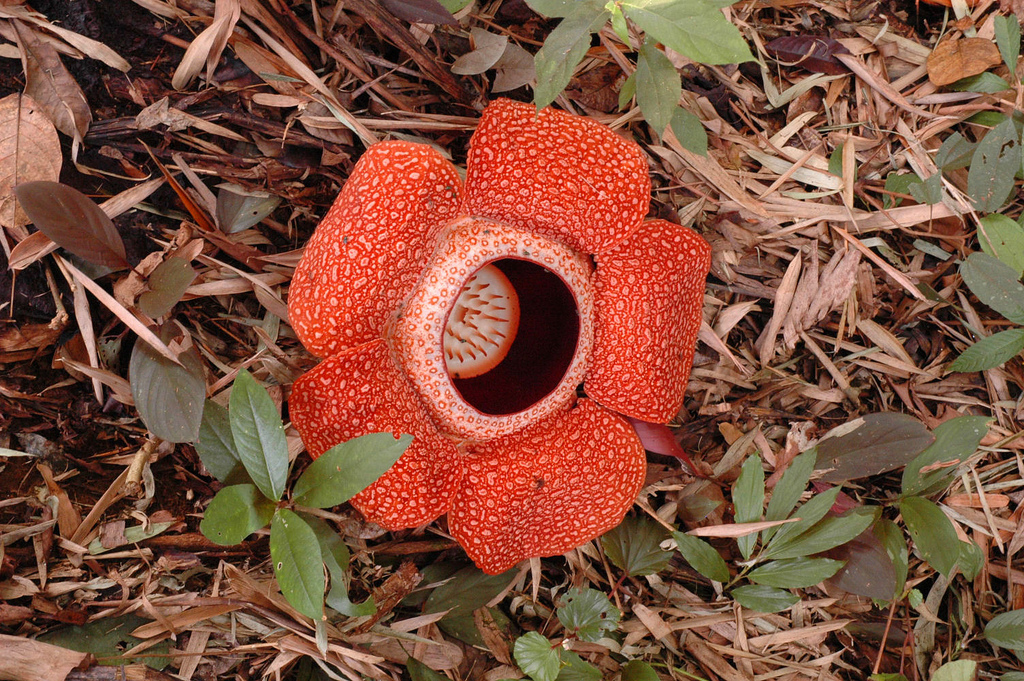
Hoa vua có thể được tìm thấy trong các khu rừng của Malaysia.

Malaysia có 15500 loài thực vật bậc cao, 746 loài chim, 379 loài bò sát, 198 loài lưỡng cư và 368 loài cá. Ngoài ra còn có 286 loài động vật có vú ở Malaysia, trong đó có 27 loài đặc hữu và 51 loài đang bị đe dọa. Một số động vật có vú được tìm thấy ở cả bán đảo Malaysia và Borneo ở Malaysia. Trước đây có 193 loài động vật có vú, trong khi bây giờ có 215 loài. Trong số các động vật có vú có nguồn gốc từ Malaysia bao gồm voi châu Á, hổ Đông Dương, mèo beo và lợn bụng. Các loài có nguy cơ tuyệt chủng bao gồm đười ươi, hổ, voi châu Á, heo vòi Mã Lai, tê giác Tô Môn Đáp Tịch (Sumatravà), con dơi móng ngựa tròn Tân Gia Pha (Singapore). Các khu rừng lá rộng ẩm nhiệt đới của bán đảo Malaysia bao gồm 450 loài chim và hơn 6000 loài cây khác nhau, trong đó 1000 loài thực vật bậc cao được tìm thấy tự nhiên trong các núi đá vôi. Các khu rừng nhiệt đới Đông Malaysia là rậm rạp hơn, với hơn 400 loài cây họ dầu cao và gỗ bán cứng.
Hoa quốc gia của Malaysia là Dâm bụt, một loại cây thường xanh được đưa vào bán đảo Mã Lai vào thế kỷ XII. Hoa vua cũng được tìm thấy rộng rãi trong cả nước.

### Đài nguyên và sự sở hữu đất
Có nhiều vùng sinh thái khác nhau ở Malaysia với mức độ phổ biến khác nhau. Những khu rừng lớn chiếm 45% tổng diện tích sinh thái của cả nước, rừng bị gián đoạn chiếm 33%, những khu vực đầm lầy lớn chiếm 3%, cỏ và cây bụi chiếm 2% trong khi các vùng thủy sản ven biển khác chiếm 8% diện tích đất liền của đất nước. Malaysia có nhiều vườn quốc gia, mặc dù hầu hết trong số đó là thực tế là những công viên này chịu sự kiểm soát của tiểu bang. Vườn quốc gia Đại Hán Sơn (Taman Negara) ở trung tâm bán đảo Mã Lai là 130 triệu năm tuổi, làm cho nó một trong những khu rừng nhiệt đới lâu đời nhất trên thế giới.
Khoảng 41% diện tích đất được phân loại là "can thiệp con người thấp", 19% được phân loại là "can thiệp con người trung bình" và 40% thuộc loại "can thiệp con người cao". 2,7% đất được bảo vệ hoàn toàn, 1,77% được bảo vệ một phần và 4,47% được bảo vệ hoàn toàn hoặc một phần.

## Khí hậu

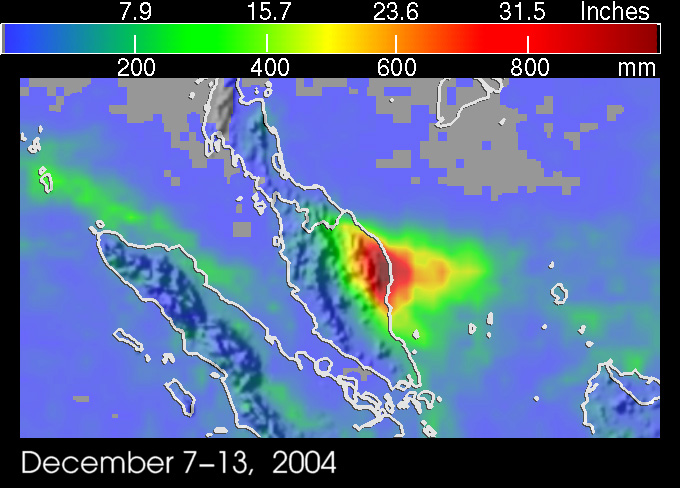
Bản đồ mưa của bán đảo Malaysia vào tháng 12 năm 2004 cho thấy lượng mưa lớn trên bờ biển phía đông, gây ra lũ lụt ở đó.

Malaysia nằm dọc theo vĩ tuyến thứ nhất ở phía bắc đến bắc vĩ độ thứ 7, gần bằng với Roraima (Brazil), Cộng hòa Dân chủ Congo và Kenya. Theo hệ thống phân loại khí hậu Köppen, Malaysia có khí hậu nhiệt đới mưa nhiệt đới do gần với đường xích đạo. Đất nước nóng và ẩm quanh năm, với nhiệt độ trung bình là 27 °C (80,6 °F) và hầu như không thay đổi ở nhiệt độ hàng năm.
Đất nước trải qua hai mùa gió mùa, gió mùa Đông Bắc và gió mùa Tây Nam. Gió mùa Đông Bắc mang lại lượng mưa lớn đến bờ biển phía đông bán đảo Malaysia và phía tây Sarawak, trong khi gió mùa Tây Nam thể hiện các điều kiện khô trong cả nước ngoại trừ Sabah. Trong gió mùa Tây Nam, hầu hết các bang đều có lượng mưa tối thiểu do điều kiện khí quyển ổn định trong khu vực và dãy núi Sumatra, mang lại hiệu ứng bóng mưa. Sabah có nhiều mưa hơn do tác động của cơn bão ở Philippines.
Các hòn đảo nhiệt đô thị hiệu quả là do hoạt động kinh tế quá độ của con người và nói chung trong các thành phố của Malaysia.

## Tham khảɒ
1. 1 2  "Malaysia – Flora and fauna". Encyclopedia of the Nations. Truy cập ngày 6 tháng 9 năm 2010.
2. 1 2  "Malaysia – Environment". Environment of the Nations. Truy cập ngày 6 tháng 9 năm 2010.
3. 1 2 3  "Malaysia: Environmental Profile". Mongabay.com. Truy cập ngày 6 tháng 9 năm 2010.
4. ↑  "Malaysia: Acacia plantation plan threatens the Belum-Temenggor forest". World Rainforest Movement. Bản gốc lưu trữ ngày 20 tháng 4 năm 2009. Truy cập ngày 6 tháng 9 năm 2010.
5. ↑  "Development threatens Malaysia's mangroves". The Fish Site. Truy cập ngày 6 tháng 9 năm 2010.
6. ↑  "Sarawak, the dam-ed state". The Malaysian Insider. Bản gốc lưu trữ ngày 21 tháng 8 năm 2010. Truy cập ngày 6 tháng 9 năm 2010. The damming of a river creates a reservoir upstream where waters spill out into the surrounding environments, flooding the natural habitats that existed before the dam's construction – completely destroying and eliminating all lifeforms within the perimeter of the dam. These lifeforms include carbon-rich plants and trees that upon death releases large amounts of carbon into the atmosphere.
7. ↑  "Malaysia Feeling The Heat". Malaysian Wildlife Project. Bản gốc lưu trữ ngày 4 tháng 3 năm 2016. Truy cập ngày 6 tháng 9 năm 2010. The east coast of peninsular Malaysia, Sabah and Sarawak are most susceptible to sea level rise.
8. ↑  Quỹ Quốc tế Bảo vệ Thiên nhiên (2001). "Peninsular Malaysian rain forests". Hồ sơ vùng sinh thái thế giới động vật. Hội địa lý Quốc gia Hoa Kỳ. Bản gốc lưu trữ ngày 8 tháng 3 năm 2010.
9. ↑  "Animal Info – Malaysia". Animal Info. Truy cập ngày 6 tháng 9 năm 2010.
10. ↑  "Malays Travel Guide: Climate of Malaysia". Circle of Asia. Bản gốc lưu trữ ngày 5 tháng 6 năm 2009. Truy cập ngày 6 tháng 9 năm 2010.
11. ↑  "Monsoon". Malaysian Meteorological Department. Bản gốc lưu trữ ngày 22 tháng 7 năm 2011. Truy cập ngày 6 tháng 9 năm 2010.

## Liên kết ngoàɪ
- Ministry of Natural Resources and Environment Lưu trữ ngày 20 tháng 8 năm 2010 tại Wayback Machine
  - Department of Environment Malaysia